# Owain Goch ap Gruffydd
Owain ap Gruffyd detto Owain il Rosso (in gallese Owain Goch; Principato del Galles, ... – Gwynedd, 1282) è stato Re del Gwynedd dal 1246 al 1255.

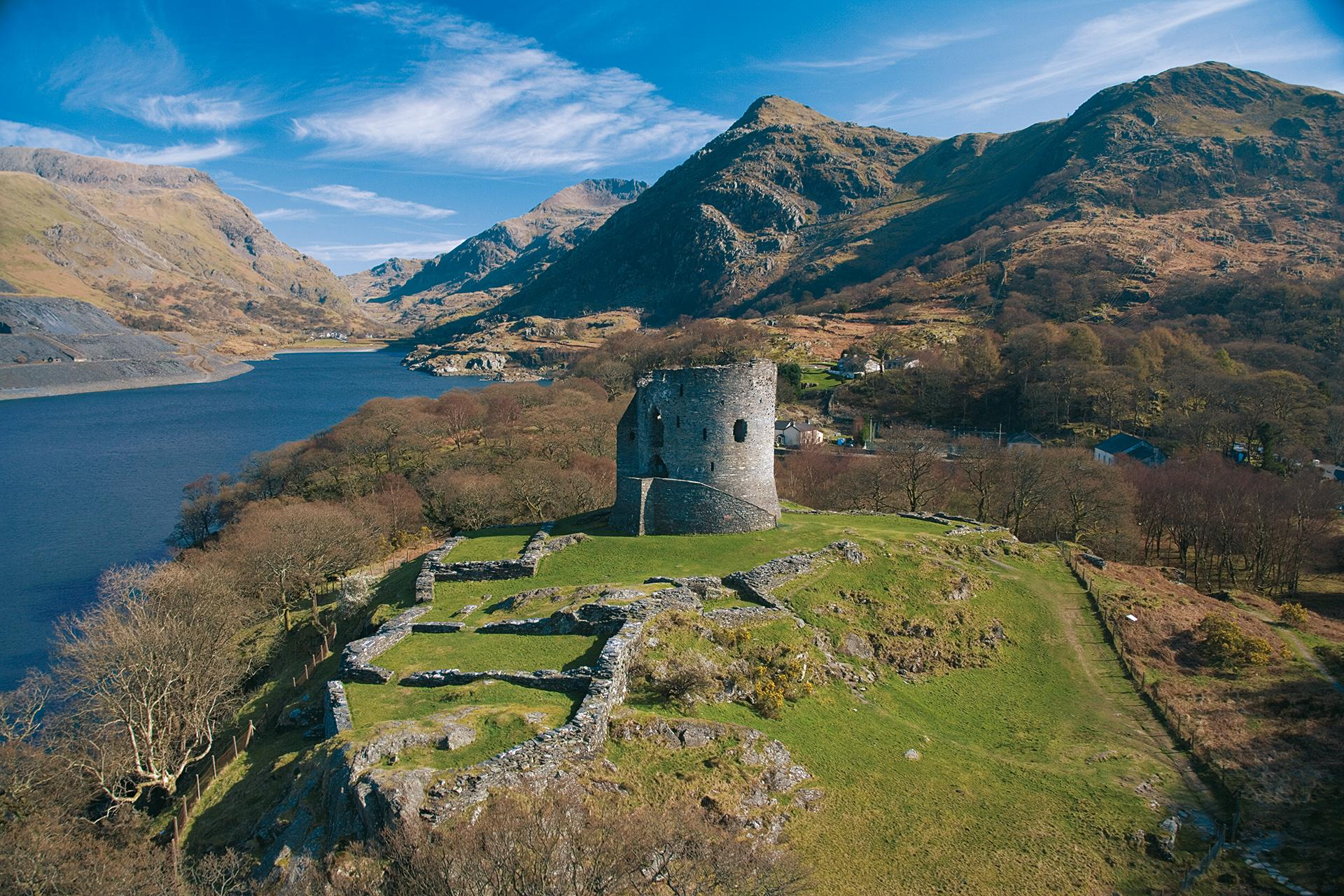
Rovine del castello di Dolbadarn, dove Owain fu imprigionato

Figlio primogenito di Gruffydd, figlio illegittimo di Llywelyn il Grande, condivideva coi fratelli le pretese del padre sul principato all'epoca governato dallo zio Dafydd ap Llywelyn.
Nel 1246, morto lo zio Dafydd, Owain e il fratello Llywelyn fecero ritorno in Galles. I due vennero accolti positivamente dai nobili gallesi e presero il potere nel Gwynedd. Col tempo Llywelyn, mostrandosi più energico e forte, provocò l'invidia dei principali capitani gallesi, primo su tutti Owain che, spalleggiato dal fratello Dafydd, prese le armi contro il fratello. Nel 1255 combatterono una dura battaglia a Bryn Derwin, in cui Llywelyn prevalse. Owain fu quindi imprigionato nel castello di Dolbadarn dove sarebbe rimasto fino al 1277, quando venne firmato il trattato di Aberconwy. Il fratello Dafydd riuscì a fuggire in Inghilterra.